# دکستر (فصل ۴)
در ۲۱ اکتبر ۲۰۰۸ شبکه شوتایم اعلام کرد که فصل چهارم و پنجم مانند فصل‌های قبلی هر یک ۱۲ قسمت خواهند داشت. نویسنده‌های سریال اعلام کردند که یک ایده فوق‌العاده برای این فصل در نظر دارند و فیلم‌برداری در ژوئن ۲۰۰۹ آغاز خواهد شد. در ۲۷ مه ۲۰۰۹ اعلام شد که جان لیثگو به عنوان مهمان ویژه در تمام ۱۲ قسمت این سریال و به عنوان بزرگترین قاتل سریال میامی به مجموعه اضافه می‌شود و کیث کارادین مجدداً در نقش فرانک لاندی حضور خواهد داشت. فصل چهارم سریال دکستر در ۲۷ سپتامبر ۲۰۰۹ آغاز شد و تمرکز این فصل بر روی تلاش دکستر در برقراری یک تعادل میان زندگی خانوادگی و تولد پسرش با فعالیت‌های فوق‌برنامه‌اش بود.

## بازیگران

### بازیگران اصلی
- مایکل سی هال در نقش دکستر مورگان
- جولی بنز در نقش ریتا بنت
- جنیفر کارپنتر در نقش دبرا مورگان
- دزمند هرینگتون در نقش جویی کویین
- سی اس لی در نقش وینس ماسوکا
- لورین ولز در نقش ماریا لاگوئرتا
- دیوید زایاس در نقش انجل باتیستا
- جیمز رمار در نقش هری مورگان

### بازیگران مهمان ویژه
- جان لیثگو در نقش آرتور میچل

### بازیگران متناوب
- کیث کارادین در نقش فرانک لاندی
- کریستینا رابینسون در نقش استر بنت
- پرستون بیلی در نقش کدی بنت
- کورتنی فورد در نقش کریستینا هیل
- براندو ایتون در نقش جونا میچل
- ریک پیترز در نقش الیوت
- جولیا کمپ‌بل در نقش سالی میچل
- ونسا مارانو در نقش بکا میچل
- دیوید رمزی در نقش انتون بریجز
- جف پیرسون در نقش تام متیو